# ثومون
ثومون (نام علمی: Thymus capitatus) نام یک گونه از سرده آویشن است که از شاخه Magnoliphyta می‌باشد.